# Ариульф
Ариульф (лат. Ariulfus; умер в 601) — герцог Сполето (591—601).

## Биография
Основным повествующим о герцоге Ариульфе нарративным источником является «История лангобардов» Павла Диакона. Также многочисленные свидетельства о деятельности Ариульфа содержатся в переписке папы римского Григория I Великого.
О происхождении Ариульфа ничего не известно. В средневековых источниках отсутствуют упоминания о его участии в лангобардском завоевании Италии. Возможно, наиболее ранние свидетельства о Ариульфе относятся к 580-м годам. Предполагается, что он может быть тождественен упоминаемому Феофилактом Симокаттой командиру одного из византийских отрядов во время войны 572—591 годов с государством Сасанидов. В 582 году, благодаря умелым действиям этого Ариульфа, командовавшего левым флангом византийского войска, армия Сасанидов потерпела поражение в сражении при слиянии Тигра и Нимфиса.
По мнению некоторых современных историков, Ариульф мог прибыть в Италию в 590 году вместе с экзархом Равенны Романом. Этот новый правитель византийской части Апеннинского полуострова привёл с собою войско, в котором были и отряды федератов во главе с лангобардским принцем Нордульфом. Возможно, вскоре после прибытия в Италию, Ариульф возглавил мятеж находившихся на византийской службе лангобардов. Причиной бунта, как предполагается, была систематическая невыплата положенного воинам жалования. Вероятно, во время мятежа Ариульф завязал тесные отношения с врагом византийцев, правителем Сполетского герцогства Фароальдом I, и уже не позднее 27 сентября 591 года смог стать его преемником. Сыновья умершего герцога были ещё несовершеннолетними и не смогли унаследовать владения своего отца.
Сразу же после получения герцогского титула Ариульф начал войну с византийцами, захватил несколько крепостей в Лации (в том числе, Нарни) и получил контроль над Фламиниевой дорогой. Тем самым он сделал то, что не удалось его предшественнику: перекрыл пути сообщения между византийскими Римом и Равенной.

Лангобардское государство при короле Агилульфе

В 592 году Ариульф продолжил вести успешные военные действия. Возглавляя большое войско, в котором были не только сполетские лангобарды, но и отряды, присланные королём Агилульфом, а также воины тосканского герцога Норберта, Ариульф в январе угрожал Непи, в июне — Сорано, в июле разграбил земли Сабины и Субьяко, захватил города Орте, Сутри, Бомарцо, Перуджу и осадил Рим. Заботы по организации обороны «Вечного города» взял на себя папа римский Григорий I Великий. В своих посланиях, направленных в июне 592 года военным магистрам Велоку, Маврикию и Виталиану, он просил византийских военачальников ударить в тыл войска Ариульфа. Одновременно папа вёл переписку с жителями итальянских городов, попавших под власть лангобардов, убеждая тех поднять мятеж против захватчиков. Во время осады Рима воины Ариульфа сильно разорили городские окрестности. Истребление лангобардами священников и прихожан епископских городов Курес в Сабине и Трес в Таберне привели к переносу местных кафедр в менее пострадавшие Веллетри (август 592 года) и Ментану (январь 593 года). Успехи лангобардов заставили Григория I вступить в переговоры с Ариульфом. Их результатом стало заключение перемирия, по которому, как предполагается, римляне выплатили герцогу Сполето большую контрибуцию в обмен на уход его войска из Лация.
Успехи Ариульфа привели к разрыву союзнических отношений между герцогом Беневенто Арехисом I и византийцами. Объединив свои армии, Ариульф и Арехис I захватили Камерино, а затем осадили Неаполь. Только прибытие в город подкреплений, направленных папой Григорием Великим, спасло Неаполь от захвата лангобардами. Ограничившись разорением городских окрестностей и убийствами местных жителей, Ариульф возвратился в свои владения, в то время как Арехис I продолжил вести осаду.
Во второй половине 592 года равеннский экзарх Роман, отказавшийся признать законность договора между Ариульфом и Григорием I Великим, заключённого без согласия императора Маврикия, начал военные действия против герцога Сполето. Ему удалось возвратить под контроль Византийской империи города Сутри, Бомарцо, Орте, Тоди, Амелия и Кантиано, а также несколько более мелких селений, и восстановить сообщение между Равенной и Римом. На сторону византийцев перешёл лангобардский герцог Перуджи Маврикий, отдавший город под власть экзарха.
Эти события заставили короля лангобардов Агилульфа предпринять активные действия против византийцев. Вероятно, король опасался, что успешные действия экзарха Романа смогут вынудить герцогов Сполето и Беневенто заключить мир, а возможно и союз с византийцами. Весной 593 года выступив с войском из столицы Лангобардского королевства, города Павии, Агилульф снова захватил Перуджу (герцог Маврикий был казнён). В конце осени король осадил Рим и держал город в блокаде до первых месяцев 594 года, однако затем заключил мир с папой римским Григорием I, удовлетворившись получением большой контрибуции. Всё это время Ариульф не только ничем не помогал лангобардскому монарху, но и не вёл против византийцев никаких военных действий. Предполагается, что бездействие герцога Сполето было вызвано его опасениями чрезмерного усиления влияния Агилульфа в случае, если бы Рим был взят королевским войском.
Однако уже вскоре после того как Агилульф возвратился с войском в Павию, экзарх Роман отвоевал все города (включая Перуджу), которые были захвачены правителем лангобардов. Из-за угрозы своим владениям в 595 году Ариульф был вынужден возобновить войну с византийцами. Возглавляемое им войско разграбило окрестности Фермо, Озимо и Фано, многие местные жители были убиты, ещё больше — пленены. По совету Григория I Великого епископ Фано Фортунат продал священную утварь, а на вырученные деньги выкупил из лангобардского плена своих земляков. В это же время против византийцев вёл военные действия и Арехис I. Совместные действия герцогов Сполето и Беневенто позволили им захватить те земли, которые находились между их владениями. В результате к обоим герцогствам также были присоединены обширные области в Лукании, Бруттии, Кампании и Умбрии вплоть до побережий Адриатического и Ионического морей.
Значительно укрепив своё положение в Центральной Италии, в июне 595 года Ариульф начал самостоятельные переговоры с папой римским Григорием I Великим. Они завершились только в октябре 598 года, уже при новом равеннском экзархе Каллинике, преемнике противника мира с лангобардами Романа. Несмотря на то, что подобными самостоятельными действиями Григорий I рисковал навлечь на себя немилость императора Маврикия, по соглашению сторон римляне обязывались впредь не предпринимать каких-либо враждебных действий по отношению к Сполетскому герцогству. Хотя Арехис I отказался примириться с византийцами, Ариульф настоял на включении в договор пункта, согласно которому, соглашение утрачивало силу при нападении римского войска на беневентские земли. Также горожане Рима должны были ежегодно выплачивать герцогу Сполето дань в пятьсот фунтов золотом. В качестве ответного шага Ариульф и Арехис I возвращали папе некоторые ранее отторгнутые у Римской области земли (в том числе, Озимо и Фано). Договор был заключён сроком на один год, но впоследствии он был продлён.
К периоду 598—600 годов относятся свидетельства о значительном влиянии главы Сполетской епархии, епископа Крисантия, на церковные дела в Центральной Италии. Несмотря на то, что герцог Ариульф был язычником, он не препятствовал деятельности епископа, окормлявшего не только своих прихожан, но и жителей соседних городов, духовенство которых было почти полностью истреблено во время лангобардского завоевания Италии.
Перемирие между лангобардами и византийцами продержалось до марта 601 года, когда в результате внезапной атаки экзарха Равенны был захвачена Парма. В направленных против Византийской империи военных действиях короля Агилульфа принял участие и Ариульф, разоривший некоторые из римских и равеннских областей. Возможно, к этой войне относится рассказ Павла Диакона о победе Ариульфа над византийцами в сражении при Камерино. Хотя герцог был язычником, он приписывал эту победу содействию святого Сабина, покровителя города Сполето. С присоединением Камерино к владениям Ариульфа сформировалось историческое ядро Сполетского герцогства, границы которого, в целом, сохранялись без изменений на всём протяжении существования этого феодального образования.
Однако герцог Сполето не успел добиться большего: он скончался в том же году. После смерти Ариульфа, по мнению папы Григория Великого, одного из самых опасных лангобардских вождей, между двумя сыновьями его предшественника Фароальда I развернулась борьба за власть над Сполетским герцогством. Победителем в ней был Теуделапий, который и стал новым правителем Сполето.